# Линч, Питер
Питер Линч (англ. Peter Lynch; род. 19 января 1944 года, Ньютон, Массачусетс, США) — американский финансист, инвестор. В период с 1977 по 1990 гг. руководил инвестиционным фондом Fidelity Magellan Fund.

## Биография
Питер Линч родился 19 января 1944 года в городе Ньютон, Массачусетс, США.
Отец Питера умер, когда ему было всего 10 лет, поэтому ему рано пришлось начать работать.
Учился в Бостонском колледже на стипендию кедди. В 1963 году в возрасте 19 лет Питер Линч купил свои первые акции — это были акции компании грузовых авиаперевозок Flying Tigers Airlines. Он заплатил по $7 за акцию, через год цена составила $32,75. Вложения в эту компанию позволили Линчу впоследствии оплатить MBA в Уортонской школе бизнеса Пенсильванского университета.
С 1967 по 1969 год служил в армии.
В 1969 году был принят в Fidelity Investments.
В 1974 году его повысили до должности директора исследовательского отдела фонда Fidelity.
В 1977 году — назначили руководителем фонда Magellan.
С 1977 по 1990 год, когда Питер Линч возглавлял фонд, его доходность составила 29,2 % годовых, объем активов увеличился с $ 18 млн до $ 14 млрд, что превратило Magellan в самый крупный фонд в мире.
В возрасте 46 лет Питер Линч отошёл от дел и занялся благотворительностью.

## Рекомендации
Питер Линч, добившись успехов в инвестировании, делился некоторыми правилами, которых он придерживался, в книгах и выступлениях. Среди них следует особо выделить:
- «Ваше преимущество как инвестора заключается не в том, чтобы следовать советам профессионалов с Уолл-стрит. Преимущество в хорошем знании компании или отрасли, в которую вы инвестируете. Благодаря этому вы можете превзойти профессионалов»[5][6].
- «Никогда не инвестируйте в компанию, если не знаете её финансовое состояние. Именно бумаги фирм с плохим финансовым положением ведут к рекордным убыткам»[5][6].
- «Следует иметь представление, во что вы инвестируете и почему. Соображения вроде „Эта акция вырастет, как пить дать!“ здесь не подходят». «Стреляя на удачу, вы почти всегда промахнетесь»[5][6].
- «В каждой отрасли и в каждом регионе наблюдательный непрофессионал может найти великолепно растущие компании задолго до того, как их обнаружат профессионалы»[5][6].
- «У каждого из нас достаточно ума, чтобы зарабатывать на фондовом рынке. Но не у каждого достаточно выдержки. Если вы склонны к панической продаже, вам лучше обойти стороной и акции, и взаимные фонды, инвестирующие в акции»[5][6].

## Книги, изданные на русском языке
- Питер Линч. Переиграть Уолл-стрит = Beating the Street. — М.: «Альпина Паблишер», 2011. — С. 323. — ISBN 978-5-9614-1453-0.
- Питер Линч. Метод Питера Линча. Стратегия и тактика индивидуального инвестора = One Up on Wall Street: How to Use What You Already Know to Make Money in the Market. — М.: «Альпина Паблишер», 2011. — С. 272. — ISBN 978-5-9614-1531-5.